# Гейл Біггс
Гейл Біггс (англ. Gail Biggs; нар. 25 серпня 1970) — колишня австралійська тенісистка.
Найвищу одиночну позицію світового рейтингу — 200 місце досягла 9 лютого 1998, парну — 178 місце — 17 липня 1995 року.
Здобула 1 одиночний та 7 парних титулів туру ITF.

## Фінали ITF

### Одиночний розряд: 2 (1–1)
| Легенда         |
| --------------- |
| турніри $25,000 |
| турніри $10,000 |

| Результат | Ранг | Дата            | Турнір                  | Покриття | Суперниця          | Рахунок       |
| --------- | ---- | --------------- | ----------------------- | -------- | ------------------ | ------------- |
| Поразка   | 1.   | 13 березня 1995 | ITF Канберра, Австралія | Трава    | Тан Мінь           | 2–6, 0–6      |
| Перемога  | 1.   | 22 червня 1997  | ITF Маунт-Плезант, США  | Тверде   | Джессіка Фернандес | 6–3, 4–6, 7–5 |

### Парний розряд: 19 (7–12)
| Результат | Ранг | Дата            | Турнір                        | Покриття  | Партнерка       | Суперниці                            | Рахунок          |
| --------- | ---- | --------------- | ----------------------------- | --------- | --------------- | ------------------------------------ | ---------------- |
| Перемога  | 1.   | 25 липня 1994   | ITF Роаноук, США              | Тверде    | Клодін Толеафоа | Крістіна Бранді Карін Міллер         | 4–6, 6–3, 7–5    |
| Поразка   | 1.   | 1 серпня 1994   | ITF Норфолк, США              | Тверде    | Клодін Толеафоа | Карін Міллер Сенді Шуріфонґ          | 3–6, 6–4, 2–6    |
| Перемога  | 2.   | 8 серпня 1994   | ITF Колледж-Парк, США         | Тверде    | Тяша Єзерник    | Марісса Кетлін Ліндсей Лі-Вотерс     | 6–4, 7–5         |
| Перемога  | 3.   | 5 березня 1995  | ITF Воррнамбул, Австралія     | Тверде    | Нікол Уменс     | Труді Мусгрейв Джейн Тейлор          | 6–1, 7–5         |
| Поразка   | 2.   | 12 березня 1995 | ITF Водонга, Австралія        | Тверде    | Нікол Уменс     | Труді Мусгрейв Джейн Тейлор          | 3–6, 2–6         |
| Поразка   | 3.   | 19 березня 1995 | ITF Канберра, Австралія       | Тверде    | Нікол Уменс     | Труді Мусгрейв Джейн Тейлор          | 3–6, 6–7         |
| Перемога  | 4.   | 26 березня 1995 | ITF Бендіго, Австралія        | Тверде    | Нікол Уменс     | Труді Мусгрейв Джейн Тейлор          | 7–6, 7–5         |
| Перемога  | 5.   | 3 липня 1995    | ITF Вільямсбург, США          | Тверде    | Нікол Уменс     | Рената Бріту Рената Діес             | 6–1, 6–2         |
| Поразка   | 4.   | 10 липня 1995   | ITF Істон, США                | Тверде    | Нікол Уменс     | Карін Міллер Варалі Суріфонг         | 2–6, 6–7(4)      |
| Поразка   | 5.   | 9 березня 1996  | ITF Воррнамбул, Австралія     | Трава     | Нікол Уменс     | Джоанн Ліммер Ліза Макші             | 7–6(6), 3–6, 3–6 |
| Перемога  | 6.   | 13 жовтня 1996  | ITF Ібаракі, Японія           | Тверде    | Ліза Макші      | Наґатомі Кейко Танака Юка            | 7–5, 6–3         |
| Перемога  | 7.   | 20 жовтня 1996  | ITF Куґаяма, Японія           | Тверде    | Ліза Макші      | Наґатомі Кейко Ядзава Кійоко         | 6–0, 6–2         |
| Поразка   | 6.   | 28 жовтня 1996  | ITF Кіото, Японія             | Килим (i) | Ліза Макші      | Наґатомі Кейко Танака Юка            | 6–7(4), 6–2, 2–6 |
| Поразка   | 7.   | 28 липня 1997   | ITF Ілклі, Велика Британія    | Трава     | Юлія Лютрова    | Труді Мусгрейв Сінді Вотсон          | 1–6, 1–6         |
| Поразка   | 8.   | 2 березня 1998  | ITF Воррнамбул, Австралія     | Трава     | Шеллі Стефенс   | Ліза Макші Алісія Молік              | 3–6, 1–6         |
| Поразка   | 9.   | 26 квітня 1998  | ITF Шеньчжень, КНР            | Тверде    | Хотта Томое     | Кетрін Берклей Кім Ин Ха             | 3–6, 2–6         |
| Поразка   | 10.  | 5 липня 1998    | ITF Едмонд, США               | Тверде    | Бріанн Стюарт   | Мелісса Бідмен Сьобган Дрейк-Брокмен | 6–7, 6–7         |
| Поразка   | 11.  | 12 жовтня 1998  | ITF Куралбін, Австралія       | Тверде    | Шеллі Стефенс   | Ліза Макші Труді Мусгрейв            | 3–6, 6–7(5)      |
| Поразка   | 12.  | 1 лютого 1999   | ITF Веллінгтон, Нова Зеландія | Тверде    | Шеллі Стефенс   | Ліенн Бейкер Рева Гадсон             | 1–6, 1–6         |